# Dīmītrīs Verginīs
Dīmītrīs Verginīs (in greco Δημήτρης Βεργίνης?; Salonicco, 15 maggio 1987) è un cestista greco.

## Palmarès
- Campionato greco: 2

Panathinaikos: 2008-09, 2009-10
- Coppa di Grecia: 1

Panathinaikos:	2008-09
- Eurolega: 1

Panathinaikos: 2008-09